# Атлантический скат-гургесиелла
Атлантический скат-гургесиелла (лат. Gurgesiella atlantica) — вид хрящевых рыб семейства ромбовых скатов отряда скатообразных. Обитают в центрально-западной и юго-западной части Атлантического океана. Встречаются на глубине до 960 м. Их крупные, уплощённые грудные плавники образуют диск в виде ромба с заострёнными краями. Максимальная зарегистрированная длина 50 см. Откладывают яйца. Не являются объектом целевого промысла.

## Таксономия
Впервые вид был научно описан в 1962 году как Pseudoraja atlantica. 

## Ареал
Эти батидемерсальные скаты обитают у берегов Бразилии, Колумбии, Коста-Рики, Никарагуа, Панамы, Венесуэлы и Боливии. Встречаются на глубине от 247 до 960 м.

## Описание
Широкие и плоские грудные плавники этих скатов образуют диск в форме ромба с заострёнными краями и треугольным рылом. На вентральной стороне диска расположены 5 жаберных щелей, ноздри и рот. На длинном хвосте имеются латеральные складки. У этих скатов 2 редуцированных спинных плавника и редуцированный хвостовой плавник.
Максимальная зарегистрированная длина 50 см.

## Биология
Подобно прочим ромбовым эти скаты откладывают яйца, заключённые в жёсткую роговую капсулу с выступами на концах. Эмбрионы питаются исключительно желтком.

## Взаимодействие с человеком
Эти скаты не являются объектом целевого промысла. Потенциально могут попадаться в качестве прилова. Данных для оценки Международным союзом охраны природы охранного статуса вида недостаточно.